# Canczo Atanasow
Canczo Atanasow (bułg. Цанчо Атанасов, ur. 1 grudnia 1954) – bułgarski judoka. Dwukrotny olimpijczyk. Zajął osiemnaste miejsce w Montrealu 1976 i dziewiętnaste w Moskwie 1980. Walczył w wadze półciężkiej.
Uczestnik mistrzostw świata w 1979. Siódmy na mistrzostwach Europy w 1982 roku.

## Letnie Igrzyska Olimpijskie 1976
| Konkurencja | Eliminacje         | Klas. końcowa |
| Konkurencja | Przeciwnik I       | Miejsce       |
| ----------- | ------------------ | ------------- |
| 93 kg       | An Ung-nam (PRK) P | 18.           |

## Letnie Igrzyska Olimpijskie 1980
| Konkurencja | Eliminacje         | Klas. końcowa |
| Konkurencja | Przeciwnik I       | Miejsce       |
| ----------- | ------------------ | ------------- |
| 95 kg       | Luiz Moura (BRA) P | 19.           |